# Hot & Slow: Best Masters of the 70's
Hot & Slow: Best Masters of the 70's es un álbum recopilatorio de la banda alemana de hard rock y heavy metal Scorpions. publicado en 1998 por BMG Music. Como su nombre lo dice, solo contiene canciones de los trabajos publicados en los años setenta, en la etapa con el guitarrista Uli Jon Roth.

## Lista de canciones
| N.º | Título                | Escritor(es)                   | Duración |  |
| 1.  | «Speedy's Coming»     | Rudolf Schenker, Klaus Meine   | 3:33     |  |
| 2.  | «Fly to the Rainbow»  | Uli Jon Roth, Michael Schenker | 9:32     |  |
| 3.  | «Drifting Sun»        | Roth                           | 7:40     |  |
| 4.  | «They Need a Million» | Schenker, Meine                | 4:50     |  |
| 5.  | «Far Away»            | Schenker, Meine, M. Schenker   | 5:39     |  |
| 6.  | «In Trance»           | Schenker, Meine                | 4:44     |  |
| 7.  | «Dark Lady»           | Roth                           | 3:25     |  |
| 8.  | «Robot Man»           | Schenker, Meine                | 2:42     |  |
| 9.  | «Top of the Bill»     | Schenker, Meine                | 3:25     |  |
| 10. | «Longing for Fire»    | Schenker, Roth                 | 2:42     |  |
| 11. | «Evening Wind»        | Roth                           | 5:01     |  |
| 12. | «Pictured Life»       | Schenker, Meine, Roth          | 3:21     |  |
| 13. | «Virgin Killer»       | Roth                           | 3:41     |  |
| 14. | «Catch Your Train»    | Schenker, Meine                | 3:32     |  |
| 15. | «In Your Park»        | Schenker, Meine                | 3:39     |  |
| 16. | «Crying Days»         | Schenker, Meine                | 4:36     |  |
| 17. | «Yellow Raven»        | Roth                           | 4:58     |  |